# Backeborg
Backeborg är en bebyggelse utmed Kinnekullebanan vid sydöstra stranden av Vänern i Källby socken i Götene kommun. Från 2015 avgränsar SCB här en småort.